# 袁陽
袁陽（1466年—？），字健甫，直隸保定府滿城縣軍籍，南直隸丹徒縣人，明朝政治人物。

## 生平
弘治五年（1492年）壬子科順天府鄉試第六十七名舉人。弘治九年（1496年）中式丙辰科會試第一百九十七名，三甲第八十七名進士。

## 家族
曾祖袁鑑；祖父袁庸，知縣 贈刑部郎中；父袁溥，教諭。母孫氏。具庆下。